# Patrick Delice
Patrick Delice (* 12. November 1967 in Point Cumana, Trinidad) ist ein ehemaliger Sprinter aus Trinidad und Tobago.
Bei den Olympischen Spielen 1988 in Seoul erreichte er über 400 Meter das Viertelfinale.
1989 schied er bei den Hallenweltmeisterschaften in Budapest über 400 Meter im Vorlauf aus.
Bei den Commonwealth Games 1990 in Auckland gelangte er über 400 Meter ins Halbfinale und wurde in der 4-mal-400-Meter-Staffel im Vorlauf disqualifiziert. 1991 erreichte er bei den Weltmeisterschaften in Tokio über 400 Meter das Viertelfinale.
Bei den Olympischen Spielen 1992 in Barcelona wurde er in der 4-mal-400-Meter-Staffel Siebter. Über 400 Meter kam er nicht über die erste Runde hinaus.
1993 erreichte er bei den Weltmeisterschaften in Stuttgart über 200 und 400 Meter das Viertelfinale. Bei den Zentralamerika- und Karibikspielen gewann er über 100 Meter Bronze.
Bei den Commonwealth Games 1994 in Victoria wurde er Fünfter über 400 Meter und gewann mit der 4-mal-400-Meter-Stafette aus Trinidad und Tobago Bronze. 1995 scheiterte er bei den Weltmeisterschaften in Göteborg über 100 Meter und in der 4-mal-100-Meter-Staffel im Vorlauf.

## Persönliche Bestzeiten
- 100 m: 10,22 s, 27. März 1993, Prairie View
- 200 m: 20,32 s, 27. März 1993, Prairie View
- 400 m: 44,58 s, 29. Mai 1993, Abilene